# Монтейру, Казимиру
Казими́ру Эме́риту Ро́за Те́леш Жорда́н Монте́йру (порт. Casimiro Emérito Rosa Teles Jordão Monteiro; 28 декабря 1920, Гоа, Португальская Индия — 25 января 1993, Ричардс-Бей, ЮАР) — португальский полицейский, ультраправый активист, уголовный преступник и агент спецслужбы ПИДЕ, исполнитель политических убийств. Получил широкую известность как непосредственный убийца генерала Умберту Делгаду. Подозревался также в убийстве Эдуарду Мондлане. После Революции гвоздик заочно приговорён к длительному тюремному заключению. Избежал наказания, эмигрировав из Португалии.

## Происхождение и характер
Родился в Португальской Индии. Отец Казимиру Монтейру был португальским колониальным сержантом, мать — гоанкой. Его дальний предок офицер-монархист Жоаким Телеш Жордан сражался за будущего короля Мигела I против либеральной революции 1820. Воспитывался Казимиру Монтейру в духе португальского национализма, католического консерватизма и лузотропикализма. С юности отличался крайне правыми антикоммунистическими взглядами и жестоким авантюрным характером, был склонен к правонарушениям.
После начальной школы Казимиру поступил в семинарию, но учиться на священника не стал. Короткое время прослужил в колониальном гарнизоне, но бросил службу, потому что отвергал военную дисциплину. Через Индию и Марокко перебрался в Испанию.

## Уголовный преступник
В 1938 году Казимиру Монтейру присоединился к франкистам в испанской гражданской войне. Участвовал в битве на Эбро. После победы Франко поселился в Барселоне. В 1941 записался в Голубую дивизию, принёс присягу на верность Гитлеру. Однако вскоре он был арестован испанской полицией по уголовному обвинению и депортирован в Португалию. Несколько недель проходил проверку на благонадёжность под арестом ПИДЕ.
После освобождения Казимиру Монтейру перебрался в Великобританию. В 1943 женился на дочери лондонского мясника, работал помощником в мясной лавке тестя. В браке имел двоих детей. Был осведомителем Скотланд-Ярда, установил связи в криминальной среде. Присоединился к банде грабителей. После одного из грабежей арестован и приговорён к полутора годам тюрьмы. Жена подала на развод и забрала детей.
Выйдя из тюрьмы, Казимиру Монтейру женился вторично, жил по поддельным документам. Занимался бизнесом с Индией. В новом браке имел сына. Снова примкнул к банде, в 1952 участвовал в налёте на ювелирный магазин, застрелил сторожа. Сумел уйти от полиции, вместе с женой и сыном бежал обратно в Гоа.

## Гоанский полицейский
На родине Казимиру под настоящим именем поступил на службу в португальскую колониальную полицию. Был известен особой жестокостью при задержаниях и на допросах. Совершал многочисленные злоупотребления полицейской властью.
В 1958, после случайного опознания, португальская юстиция дала ход уголовным делам в отношении Казимиру Монтейру. Следствие выявило многочисленные эпизоды преступлений, включая убийства, грабежи, вымогательства, контрабанду. Отчёт следствия был направлен в Лиссабон лично премьер-министру Салазару. В тексте отчёта Монтейру сравнивался с дьяволом.

## Агент Монтейру

### Поступление в спецслужбу
Казимиру Монтейру был доставлен для суда в Лиссабон. Ему грозило длительное тюремное заключение. Этим воспользовалось ПИДЕ, предложившее прикрытие на условиях сотрудничества. Монтейру с готовностью согласился и в 1959 был условно освобождён.
В 1961 году Индия военным путём присоединила Гоа. Возможность возвращения отпала. Казимиру Монтейру полностью посвятил себя службе в ПИДЕ. В 1964 он направился в Гоа с диверсионной спецмиссией. Проявил себя с положительной стороны. Монтейру взял под покровительство заместитель директора ПИДЕ Барбьери Кардозу, считавшийся реальным главой салазаровской спецслужбы.

### Убийство Умберту Делгаду
В 1963 руководство ПИДЕ во главе с Силва Паишем и Барбьери Кардозу разработало план Operação Outono — Операция Осень — устранения лидера антисалазаровской оппозиции генерала Умберту Делгаду (либо путём захвата и ареста, либо физической ликвидацией). Была сформирована спецгруппа под руководством Антониу Роза Казаку, в состав которой включён Казимиру Монтейру. Агенты ПИДЕ с помощью европейских ультраправых активистов установили плотный контроль за передвижениями Делгаду.
13 февраля 1965 года Умберту Делгаду был убит в испанской Оливенсе. Казимиру Монтейру — он выпустил в Делгаду шесть пистолетных пуль и ударил по голове

Делгаду заметил, что к нему идёт человек огромного роста в белом плаще. По его внешности было понятно: это не офицер португальской армии. Последним, что Делгаду увидел в жизни, стал человек, который его застрелил — Казимиру Монтейру.

Смертельные выстрелы Монтейру произвёл по собственной инициативе, без согласования с Роза Казаку. Существует предположение, что Монтейру действовал самостоятельно, на основе полномочий, полученных от Барбьери Кардозу. После генерала была убита его секретарь Аражарир Морейра ди Кампуш — в этом случае данные расходятся: по одним показаниям, её задушил Монтейру, по другим — агент Агостиньо Тиенза.

### Убийство Эдуарду Мондлане
Участие в «Операции Осень» укрепила положение Казимиру Монтейру в ПИДЕ. У него сложилась репутация эффективного профессионала. Выражение Агент Монтейру превратилось в личное имя.
В 1968 Агент Монтейру был направлен в Португальский Мозамбик для борьбы с антиколониальным движением ФРЕЛИМО. Предполагается, что именно он организовал взрыв, в результате которого погиб основатель ФРЕЛИМО Эдуарду Мондлане. Это версию поддерживает бывший директор мозамбикской спецслужбы SNASP Сержиу Виейра.

## Бегство от революции
Во время Революции гвоздик 25 апреля 1974 года Казимиру Монтейру находился в Лиссабоне. Он избежал ареста, укрывшись в посольстве ЮАР. Ему удалось перебраться в Южную Африку и поселиться в Ричардс-Бее.
В 1981 году суд в Лиссабоне заочно приговорил Казимиру Монтейру к 19 годам 8 месяцам тюремного заключения. Он один был определён как непосредственный убийца Умберту Делгаду и Аражарир Морейра ди Кампуш.
Остаток жизни Казимиру Монтейру провёл в ЮАР в бедности и одиночестве. Жил на небольшие субсидии южноафриканской спецслужбы. Скончался в возрасте 72 лет.

## Интересные факты
Казимиру Монтейру фигурирует как персонаж в фильме Operação Outono — Операция Осень — об убийстве Умберту Делгаду. Роль Монтейру исполняет известный актёр Педру Эфе.